# Нури, Амин
Ами́н Миму́н Нури́ (норв. Amin Mimoun Nouri; 10 января 1990, Осло, Норвегия) — норвежский футболист, защитник.

## Клубная карьера
Ноури — воспитанник клуба «Клеметсруд». В 2008 году Амин подписал свой первый профессиональный контракт с «Волеренгой». В том же году он дебютировал в Типпелиге. Летом для получения игровой практики Ноури на правах аренды был отдан в «Нюбергсунн». После возвращения он завоевал место в основе. В 2011 году Амин перешёл в «Старт» из Кристиансанна. 17 июля в матче против «Стрёмсгодсета» он дебютировал за новую команду. По итогам сезона клуб вылетел в Первый норвежский дивизион, но Амин остался в команде и через год помог ей вернуться в элиту. 9 июня 2014 года в поединке против «Стабека» Ноури забил свой первый гол за «Старт».
В начале 2015 года Ноури перешёл в «Бранн» из Первого дивизиона. 6 апреля в матче против «Фредрикстада» он дебютировал за новую команду. По итогам сезона Амин помог команде вернуться в элиту. 13 марта 2016 года в поединке против «Стрёмгодсета» Ноури дебютировал за клуб в высшей лиге Норвегии. 19 июня в поединке против «Стабека» Амин забил свой первый гол за «Бранн».
В 2018 году Ноури вернулся в «Волеренгу».